# Eulissosoma stygia
Eulissosoma stygia är en kackerlacksart som beskrevs av Morgan Hebard 1926. Eulissosoma stygia ingår i släktet Eulissosoma och familjen småkackerlackor. Inga underarter finns listade i Catalogue of Life.